# Isidor Seiss
Isidor Wilhelm Seiss, né à Dresde le 23 décembre 1840 et mort à Cologne le  25 septembre 1905, est un compositeur, chef d'orchestre, pianiste, professeur de musique et philanthrope allemand. Son nom de famille apparaît également comme Seiß, et son prénom apparaît également comme Isidore.

## Biographie
Isidor Wilhelm Seiss naît à Dresde en 1840. Il effectue ses premières études musicales avec Friedrich Wieck (piano) et Julius Otto (théorie), puis avec Moritz Hauptmann à Leipzig de 1858 à 1860. Il se produit en Allemagne et en Belgique, puis devient professeur de piano au Conservatoire de Cologne en 1871, où il mène une longue carrière. Il dirige la Société musicale de Cologne.
Ses étudiants notables comprennent Engelbert Humperdinck, Elly Ney, Willem Mengelberg, Carl Lachmund, Frederick Corder, Volkmar Andreae, Maurits Leefson, Henri Weil, Karl Krill et d'autres.   
Les dédicaces à Isidor Seiss incluent :
- Edvard Grieg : Livre III (Op. 43) des Pièces lyriques[5]
- Josef Rheinberger : Toccata en ut mineur, op. 115
- August Winding : Préludes dans toutes les tonalités, op. 26[6].

Il écrit quelques pièces éducatives pour piano et d'autres œuvres mineures. Il arrange certaines contredanses et danses allemandes de Beethoven pour piano,. Il révise également le Concerto pour piano no 2 en mi bémol pour piano de Weber, ainsi que les éditions publiées du Capriccio brillante en si mineur de Mendelssohn, et d'autres œuvres.
Isidor Seiss se suicide à Cologne en 1905, après avoir souffert d'une cécité croissante qui l'a forcé à se retirer de son poste d'enseignant. Bien qu'âgé de seulement 64 ans, il a survécu à toute sa famille et, dans son testament, il dote le Conservatoire d'une pension et de subventions en espèces pour les quatre professeurs les plus âgés. Il lègue également plus d'un demi-million de marks à la ville de Cologne.